# Feodosij (Čaščin)
Feodosij (světským jménem: Sergej Vladislavovič Čaščin; * 23. dubna 1973 Moskva) je ruský duchovní Ruské pravoslavné církve a metropolita samarský a novokujbyševský.

## Život
Narodil se 23. dubna 1973 v Moskvě.
Po střední škole nastoupil na Moskevský letecký institut. Poté absolvoval povinnou vojenskou službu.
Dne 15. února 2000 se stal poslušníkem monastýru svatého archanděla Michaela ve vesnici Kozicha Novosibirské oblasti.
Dne 29. prosince 2000 byl postřižen na monacha se jménem Feodosij na počest svatého Teodosia Pečerského.
Dne 24. května 2001 jej biskup novosibirský a berdský Tichon (Jemeljanov) rukopoložil na jerodiákona a 17. června na jeromonacha.
Roku 2001 mu bylo uděleno právo nosit nabedrennik.
Dne 3. dubna 2002 se stal představeným chrámu svatého Vladimíra v Novosibirsku.
Studoval dálkově na Tomském duchovním semináři a Kyjevské duchovní akademii.
Dne 23. března 2010 se stal vedoucím komise pro záležitosti monastýrů novosibirské eparchie.
Dne 22. března 2011 byl ustanoven představeným monastýru v Koziše a 18. dubna zástupcem předsedy církevního soudu eparchie.
Dne 28. prosince 2011 jej Svatý synod zvolil biskupem kainským a barabinským.
Dne 19. ledna 2012 byl povýšen na archimandritu a 24. února byl oficiálně jmenován biskupem.
Dne 17. března 2012 proběhla v monastýru Danilov jeho biskupská chirotonie. Hlavním světitelem byl patriarcha moskevský a celé Rusi Kirill. Dne 15. dubna 2021 byl převeden na nižnětagilskou katedru.
Dne 24. října 2024 byl jmenován dočasným správcem dušanbecké eparchie a 24. července 2025 metropolitou samarským a novokujbyševským.